# Apogon rueppellii
Apogon rueppellii es una especie de pez de la familia de los apogónidos en el orden de los perciformes.

## Morfología
Los machos pueden llegar a alcanzar los 12 cm de longitud total.

## Distribución geográfica
Se encuentran desde Indonesia hasta el norte de Australia (incluyendo Australia Occidental) y Nueva Guinea.